# Željana Štević
Željana Štević je hrvatska rukometašica. Igrala je za reprezentaciju.
Igrala je za splitsku Nadu.